# 佐々木健 (右投手)
佐々木 健（ささき けん、1999年4月2日 - ）は、静岡県御前崎市出身の元プロ野球選手（投手）。右投右打。プロでは育成選手であった。

## 経歴

### プロ入り前
小学生時代は「黒潮野球スポーツ少年団」で軟式野球をプレー。同チームでの後輩に、広島で同僚となる二俣翔一がいた。
浜岡中学校卒業後は小笠高校に進学。1年生冬の頃に腰を痛めて出遅れるが、2年生のオフに下半身を強化したことで、球速が1年間で10km/hアップした。3年生の夏の甲子園静岡県大会では、1回戦の浜松城北工相手に15個の三振を奪うも、同大会3回戦で敗退。
同年のドラフト会議にて広島東洋カープから育成3巡目で指名され、11月16日浜松市内のホテルで支度金300万円、年俸240万円（いずれも推定）で契約を結んだ。

### 広島時代
2018年は二軍公式戦の登板は1試合のみだった。
2019年は守備練習中に足首を負傷するなどして、公式戦登板なしでシーズンを終えている。
2020年は「今年が最後という気持ち」でトレーナーに志願して体幹トレーニングを積んでからシーズンに臨んだ。更には3月より新設されたファームの投球動作解析班（通称：2.5軍）で新球種のナックルボール習得を目指して約1ヶ月間特訓し、8月19日の二軍公式戦復帰登板を迎えた。ナックルボールをその試合で披露しつつ、結果的に1回を3奪三振の無失点で切り抜けたが、与四球や盗塁、暴投で満塁のピンチを招く不安定な内容だった。その後2試合に登板したが、計2回1/3を投げて、被安打4、与四球8、3暴投で自責点6、防御率23.14、WHIP5.14の成績だった。オフにはみやざきフェニックス・リーグに参加したが、ここでも痛打される場面が多かった。11月30日、育成選手制度の規約に従って保留者名簿から外れたが、12月8日、育成選手として再契約を結んだ。
2021年は二軍公式戦に自己最多の4試合登板し、防御率6.75と結果を残せず、10月14日、球団より戦力外通告を受けた。

### 広島退団後
地元・静岡県にある軟式野球の実業団チームから野手としてオファーが届いた。2022年1月のスポーツ報知による報道では年明けに結論を出すとされていたが、続報は出されていない。

## プレースタイル・人物
189センチの長身から投げる最速144km/hのボールと、50m5秒9の俊足が持ち味。変化球はスライダーを武器としていたが、実戦練習などでは打ち込まれることが多かった。2020年からはプロでの生き残りをかけ、ファームの投球動作解析班（通称：2.5軍）に所属して、ナックルボールの完全習得を目指していた。
広島球団側は高校2年時から身体能力を評価しており、上記の浜松城北工相手に15三振を奪った時に獲得の意思を固めた。担当の松本奉文スカウトは「(188cmと同じく長身の)薮田のようになれる」と評した。佐々木本人も「広島は選手を育てるのがうまい球団と聞いています。投手陣も充実していて、お手本になる選手が多い」と話し、将来の目標を150km/hとしていた。

## 詳細情報

### 年度別投手成績
- 一軍公式戦出場なし

### 背番号
- 122（2018年 - 2021年）